# Milica Tomić
Pour les articles homonymes, voir Tomić.
Milica Tomić (née 1960 à Belgrade, Yougoslavie, aujourd'hui Serbie) est une artiste contemporaine serbe. 

## Biographie
Milica Tomić étudie à l'Université des arts de Belgrade, puis au Monténégro en 1990. 
Elle est fondatrice du Grupa Spomenik, un groupe d'artistes et théoriciens de l'art, essentiellement actif de 2002 à 2006. 

## Œuvre
Son travail, politiquement et socialement engagé, comprend principalement des performances, des photographies et de la vidéo.  
Parmi ses œuvres les plus importantes la vidéo One day, instead of one night, a burst of machine-gun fire will flash, if light cannot come otherwise, dénonce l'armement de son pays, les ravages de la guerre et le terrorisme. L'artiste marche pendant près de huit heures, durant deux mois, dans les rues de Belgrade en portant un fusil Kalachnikov. Elle revient ainsi sur les principaux lieux de la rébellion armée contre l'occupation nazie pendant la Seconde Guerre mondiale, les passants ne remarquent pas son arme et restent inconscients face au danger qu'elle représente. 
Dans Portrait of my Mother, en 1999, l'artiste évoque de la défaite politique du modernisme yougoslave contre le nationalisme conservateur. Les génocides survenus durant les guerres de Yougoslavie sont un thème récurrent de son œuvre.  
Milica Tomić s'inscrit dans la lignée de l'artiste performeuse féministe Marina Abramović, née elle aussi à Belgrade, en 1946. 

## Expositions
Milica Tomić expose dans son pays et à l'étranger depuis la fin des années 1990, parmi ses expositions monographiques :
- Milica Tomić, Galerie im Taxispalais, Innsbruck, Autriche, 1999-2000[8]
- I am Milica Tomić, Camera Austria, Graz, Autriche, 2000[9]
- Milica Tomic, Experimental Art Foundation Foundation, Adelaide, Australie, 2005
- Politics of Memory, Stacion - Center for Contemporary Art, Pristina, Kosovo, 2007[10]
- Milica Tomić, musée d'Art contemporain de Belgrade, Serbie, 2010
- One day, instead of one night, a burst of machine-gun fire will flash, if light cannot come otherwise, Turku Art Museum, Turku, Finlande, 2012[11]

En 1998, elle participe à la 24e Biennale de São Paulo et elle est choisie, en 2003, pour représenter la Serbie et du Monténégro lors de la Le Biennale de Venise.
Son travail est également montré dans la grande exposition d'art féministe Global Feminisms, en 2007, au Brooklyn Museum à New York. 